# Maxim Jacobsen
Maxim Jacobsen (Mitau, 26 giugno 1887 – 9 ottobre 1973) è stato un violinista e insegnante lettone.

## Biografia
Maxim Jacobsen nacque a Mitau (attuale Jelgava) in Lettonia (all’epoca sotto il dominio russo) il 26 giugno 1887.  A dodici anni ascoltò il violinista Bronisław Huberman e decise di diventare lui stesso un violinista. Il padre oppose resistenza, ma cambiò opinione solo dopo che il giovane violinista si formò con didatti famosi (Hugo Heermann, Henri Marteau, Otakar Ševčík).
Trasferitosi a Berlino, Jacobsen insegnò privatamente e diresse una sezione del Conservatorio Stern. Si sposò nell’estate del 1919.
Iniziata negli anni ‘30 la discriminazione degli ebrei, Jacobsen decise di emigrare dalla Germania. Andò in Italia dove ricevette da Mussolini il permesso speciale di aprire la "Scuola Superiore di Musica" a Milano. Tra i tanti allievi, Jacobsen divenne anche l’insegnante di violino del Duce. 
Quando la discriminazione razziale fu introdotta anche in Italia, Jacobsen dovette abbandonare la sua scuola e si trasferì a Bruxelles. Divenne l'insegnante di violino della regina Elisabetta del Belgio. La regina prendeva due ore di lezioni al giorno e anche i giovani principi divennero suoi allievi. Quando i tedeschi invasero il Belgio, la regina gli consigliò di fuggire. Ancora una volta Jacobsen dovette rinunciare a tutto. Dotato di documenti, fuggì nel sud della Francia, dove fu internato. Il suo passaporto lettone non poté essere prolungato a causa della guerra e Jacobsen fu considerato un apolide. Gli fu concesso il permesso di emigrare in Portogallo. Quando ricevette un’offerta da Boston, fu fermato a bordo perché suo figlio e sua figlia lavoravano per i tedeschi a Bruxelles. I suoi scritti furono bruciati in Germania e non potevano più essere pubblicati.
In Portogallo lavorò nell’orchestra dell’emittente radiofonica Emissora Nacional. Trascorse diversi mesi all’anno a Londra in qualità di insegnante. Jacobsen tenne corsi di perfezionamento anche in Nuova Zelanda. 
Pur non avendo a suo credito una carriera solistica, Jacobsen fu uno dei più importanti insegnanti di violino del suo tempo. Le sue parafrasi sugli Studi di Kreutzer e di Kayser furono considerate da esperti come opere di studio pedagogicamente magistrali.

## Opere didattiche
Selezione
- 100 kleine technische Paraphrasen über Kayser-Etüden, [100 piccole parafrasi tecniche sugli Studi di Kayser], Musikverlag Zimmermann, Leipzig 1931
- 25 tägliche Konzentrations-Übungen für den Violinisten, [25 esercizi di concentrazione giornalieri per violinista], Musikverlag Zimmermann, Leipzig 1930
- 100 technische Paraphrasen über Kreutzer-Etüden, [100 parafrasi tecniche sugli Studi di Kreutzer], Musikverlag Zimmermann, Leipzig 1929–1931
- Nuova tecnica delle scale (in collaborazione con Bélà Szigeti), vol. II, note doppie, Milano, Carisch, 1938
- The Mastery of Violin Playing, London, Hawkes & Son, 1957
- Forty Minutes a Day, 'To my dear friend and pupil Franco Claudio Ferrari of Rome', London, Hinrichsen, 1957
- Vorbereitende Übungen zu Mendelssohn Violin-Konzert in e-Moll, Op. 64 / Maxim Jacobsen, [Esercizi preparatori per il Concerto per violino di Mendelssohn], New York, Peters, c1961
- Violin Gymnastics, London, Bosworth, 1960
- Vorbereitende Übungen zu Mozart Violin-Konzert K. 219 in A dur / ausgearbeitet von Maxim Jacobsen, [Esercizi preparatori per il Concerto per violino di Mozart], New York, Peters, c1963

## Revisioni
Selezione
- C. Franck, Sonata, edited by Maxim Jacobsen, Edition Peters
- F. J. Haydn, The Seven Last Words of Christ, Op 51, Hob III:50-56, ed. by Maxim Jacobsen,  Edition Peters
- E. Grieg, [3] Sonate, edited by Maxim Jacobsen, Edition Peters
- F. Schubert, Sonatinen für Klavier und Violine No. 1 Opus 137, edited by Maxim Jacobsen, Edition Peters
- J. S. Bach, Violin-Sonaten [per violino e tastiera], edited by Maxim Jacobsen, Edition Peters
- W.A. Mozart, Violin Concerto K 207, edited by Maxim Jacobsen, Edition Peters
- T. Vitali, Ciaccona, edited by Maxim Jacobsen, Edition Peters
- O. Ševčík, Violin Studies op. 1, The Modern Abridged Edition, Exercises in the 2nd,3rd,4th,5th,6th and 7th Positions, edited by Maxim Jacobsen, London, Bosworth, 1960
- B. Campagnoli, 7 Divertimenti, edited by Maxim Jacobsen, Edition Peters, 1958
- N. Paganini, 60 Barucabà Etudes op. 14 (1835), edited by Maxim Jacobsen, Edition Peters, 1959
- J. Joachim – A. Moser, Violinschule in 3 Bänden; Herausgeber Maxim Jacobsen, Hamburg, N. Simrock, c1958
- R. Kreutzer, 42 Etudes ou caprices, edited by Maxim Jacobsen, Wien, Universal, 1932
- F. Schubert, Konzertstuck für Violine und Orchester, neu herausgegeben von Maxim Jacobsen, New York, Peters & Hinrichsen, c1956
- G. Rossini, Andante sostenuto, rev. Maxim Jacobsen, Milano, Carisch, 1938
- L. van Beethoven, Violinkonzert Op. 61; bearbeitet von Maxim Jacobsen; mit Kadenze von Leonard Jacobsen, Wien, Universal, s.a.
- J.S. Bach, Violin Solo-Sonaten und Partiten (a new kind of technical analysis by Maxim Jacobsen), London, Peters, 1961
- L.v. Beethoven, Sonaten fur Pianoforte und Violine [n 1, 3, 4, 9], Frankfurt, Peters
- G. Donizetti, Cantabile, 10 pezzi per violino e pianoforte, scelti e riveduti da Maxim Jacobsen, Milano, Carisch S. A., 1938
- Pier Domenico Paradisi, Aria, Milano, Carisch, c1938